# Terebra marrowae
Terebra marrowae é uma espécie de gastrópode do gênero Terebra, pertencente a família Terebridae.